# Круколи
Круколи је насеље у Италији у округу Кротоне, региону Калабрија.
Према процени из 2011. у насељу је живело 774 становника. Насеље се налази на надморској висини од 318 м.

## Становништво
| 1951. | 1961. | 1971. | 1981. | 1991. | 2001. | 2011. |
| ----- | ----- | ----- | ----- | ----- | ----- | ----- |
| 3.330 | 3.589 | 3.542 | 3.578 | 3.936 | 3.377 | 3.243 |